# Муравьёва, Людмила Леонидовна
Людми́ла Леони́довна Муравьёва (род. 20 июня 1928, город Вичуга) — советский и российский историк, источниковед, археограф. Доктор исторических наук (1985). Ведущий научный сотрудник Института российской истории РАН.

## Биография
Родилась 20 июня 1928 года в городе Вичуга Иваново-Вознесенской губернии (ныне Ивановской области), в семье служащих.
В 1951 году окончила исторический факультет Московского государственного университета имени М. В. Ломоносова.
В 1951—1955 — старший научный сотрудник Государственного исторического музея (Москва). Работая в музее, окончила аспирантуру МГУ, защитив в 1955 кандидатскую диссертацию «Сельская промышленность центральных областей России во второй половине XVII в.».
1960—1964 — младший научный сотрудник Института истории АН СССР.
1964—1965 — дипломатический сотрудник Представительства СССР при Европейском отделении ООН в Женеве (Швейцария).
В 1965—1974 — младший, а затем старший научный сотрудник Института истории (ИИ СССР) Академии наук СССР. Одновременно в 1965—1968 — учёный секретарь группы по изданию Полного собрания русских летописей.
1974—1976 — учёный секретарь Отделения истории Академии наук СССР.
С 1976 — старший и вскоре ведущий научный сотрудник ИИ СССР АН СССР (ИРИ РАН).
С 1985 — доктор исторических наук. Тема диссертации: «Летописание северо-восточной Руси конца XIII - начала XV века».
В 1986—1991 — учёный секретарь советско-польской комиссии Отделения истории АН СССР.

## Основные сочинения

### Книги
- Деревенская промышленность центральной России второй половины XVII века / Л. Л. Муравьёва; Отв. ред. В. И. Буганов; Институт истории СССР АН СССР. — М.: Наука, 1971. — 208 с.
- Летописание Северо-Восточной Руси конца XIII - начала XV века / Л. Л. Муравьёва; Отв. ред. акад. Б. А. Рыбаков; Институт истории СССР АН СССР. — М.: Наука, 1983. — 296 с. — 4600 экз. (в пер.)
- Московское летописание второй половины XIV - начала XV века / Л. Л. Муравьёва; Отв. ред. акад. Б. А. Рыбаков; Институт истории СССР АН СССР. — М.: Наука, 1991. — 224 с. — 2000 экз. — ISBN 5-02-009523-0. (обл.)
- Рогожский летописец XV века / Л. Л. Муравьёва; Институт российской истории РАН. — М.: ИРИ РАН, 1998. — 152 с. (обл.)

### Статьи
- Материалы писцовых переписных и приходо-расходных книг о торгово-промышленном населении русской деревни второй половины XVII в. // Археографический ежегодник. — 1963.
- О списках Латухинской Степенной книги // Археографический ежегодник. — 1965 (публикация).
- Владимирский летописец // ПСРЛ. — Т. 30. — М., 1965.
- Об общерусском источнике Владимирского летописца // Летописи и хроники. — М., 1974.
- Летописные источники «Истории государства Российского» Н. М. Карамзина // Исследования по источниковедению истории СССР дооктябрьского периода. — М., 1982.
- Летописание Северо-Восточной Руси // Вопросы истории. 1986. № 11.
- Троицкая летопись в научном обороте XVIII – нач. XIX в. // Источниковедение отечественной истории. — М., 1989.